# Vastese Calcio
Vastese Calcio är en italiensk fotbollsklubb. Klubben har som bäst spelat i Serie C där laget gjort totalt 22 säsonger.

## Kända spelare
Se också Spelare i Vastse
- Marco Biagianti